# لوسيانو ليزاراغا
لوسيانو ليزاراغا غويناغا (بالإسبانية: Luciano Lizárraga Goenaga)‏ (13 مارس 1881 - 3 مايو 1960) كان لاعب كرة قدم إسباني لعب مدافعاً ولاعب وسط مع ريال مدريد (نادي مدريد وقتها) ونادي برشلونة، رغم أنه لم يلعب أي مباراة رسمية مع الفريق الكتالوني. يُعتبر ثاني لاعب على الإطلاق يلعب لكل من برشلونة ومدريد بعد ألفونسو ألبينيز.

## المسيرة الاحترافية

### سوسيداد إسبانيولا
وُلِد لوتشيانو ليزاراغا في إرناني في 13 مارس 1881، وبدأ ممارسة كرة القدم في برشلونة. في 24 سبتمبر 1900، كان ليزاراغا البالغ من العمر 19 عامًا أحد لاعبي كرة القدم الذين شاركوا في أول مباراة لفريق سوسيداد إسبانيولا، المعروف الآن باسم إسبانيول، والتي أقيمت في بلازا دي لاس أرماس. تناوب ليزاراغا في مركزه في الملعب على خط الدفاع مع خط الوسط. وبعد 3 أشهر، وتحديداً في 23 ديسمبر، شارك أساسياً في أول مباراة من ديربي برشلونة في التاريخ على ملعب فندق كازانوفاس، وانتهت بالتعادل السلبي.
مثل ليزاراغا إسبانيول في كأس ماكايا 1900-01، والتي كانت أول بطولة كرة قدم تُلعب في شبه الجزيرة الإيبيرية. لعب ليزاراغا في المباريات الثلاث الافتتاحية بين يناير وفبراير 1901، محققاً فوزين على فريقي فرانكو إسبانيولا وطركونة، مما ساعد فريقه على احتلال المركز الثالث خلف برشلونة والفريق الفائز هيسبانيا.

### نادي مدريد
في 1903، انتقل ليزاراغا إلى العاصمة مدريد، حيث انضم إلى نادي موديرنو، والذي اندمج في النهاية مع نادي مدريد. في موسمه الوحيد في مدريد (1904–05)، فاز ليزاراغا بكأس ملك إسبانيا 1905، حيث بدء أساسياً في النهائي ضد أثلتيك بلباو، والذي انتهى بفوز مدريد 1–0.

### نادي برشلونة
عاد ليزاراغا بعد ذلك إلى برشلونة، وتضاربت الأقوال حول هل انضم إلى صفوف نادي برشلونة في بداية موسم 1905-1906 أم أنه ظل بعيداً عن الملاعب لمدة عام قبل الانتقال. لعب ليزاراغا مباراتين غير رسميتين للفريق الأول، وكلاهما في كأس سالوت، حيث شارك لأول مرة في مباراة تعادل 1–1 مع النادي الكتلاني في 30 سبتمبر 1906 ثم لعب آخر مباراة له بعد أسبوعين، في 14 أكتوبر، وسجل هدفاً في فوز 3–1 على نادي إكس. أصبح بذلك ثاني لاعب على الإطلاق يلعب لصالح نادي برشلونة ونادي مدريد، بعد ألفونسو ألبينيز، وأول لاعب على الإطلاق ينتقل مباشرة من مدريد إلى برشلونة، قبل إنريكي نورماند بأربع سنوات.

## الجوائز
نادي مدريد
- كأس ملك اسبانيا :
  - البطل (1) : 1905